# Fossa iliaca

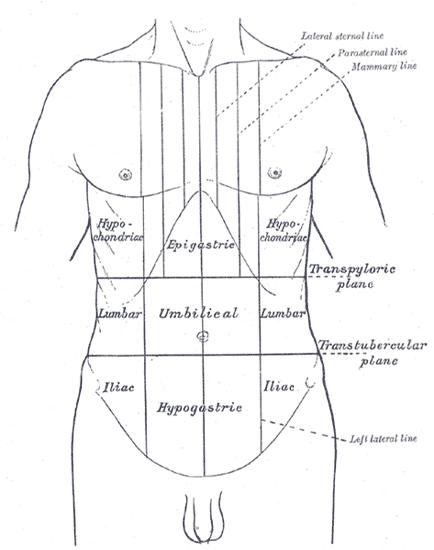
Suddivisione dell'addome in nove settori. La fossa iliaca è la parte nominata iliac.

La fossa iliaca è una regione dell'addome, delimitata dall'osso iliaco, derivato dalla sinostosi di tre ossa che alla nascita sono separate: l'ileo, l'ischio e il pube. 
Le ali iliache, pari, simmetriche e curvate in senso antero-laterale e nella loro faccia interna, delimitano medialmente rispetto alla cresta iliaca una concavità, detta appunto fossa iliaca.  La fossa iliaca è inserzione del muscolo iliaco mentre dietro ad essa si trova la faccia detta sacropelvica.